# Hercus fontinalis

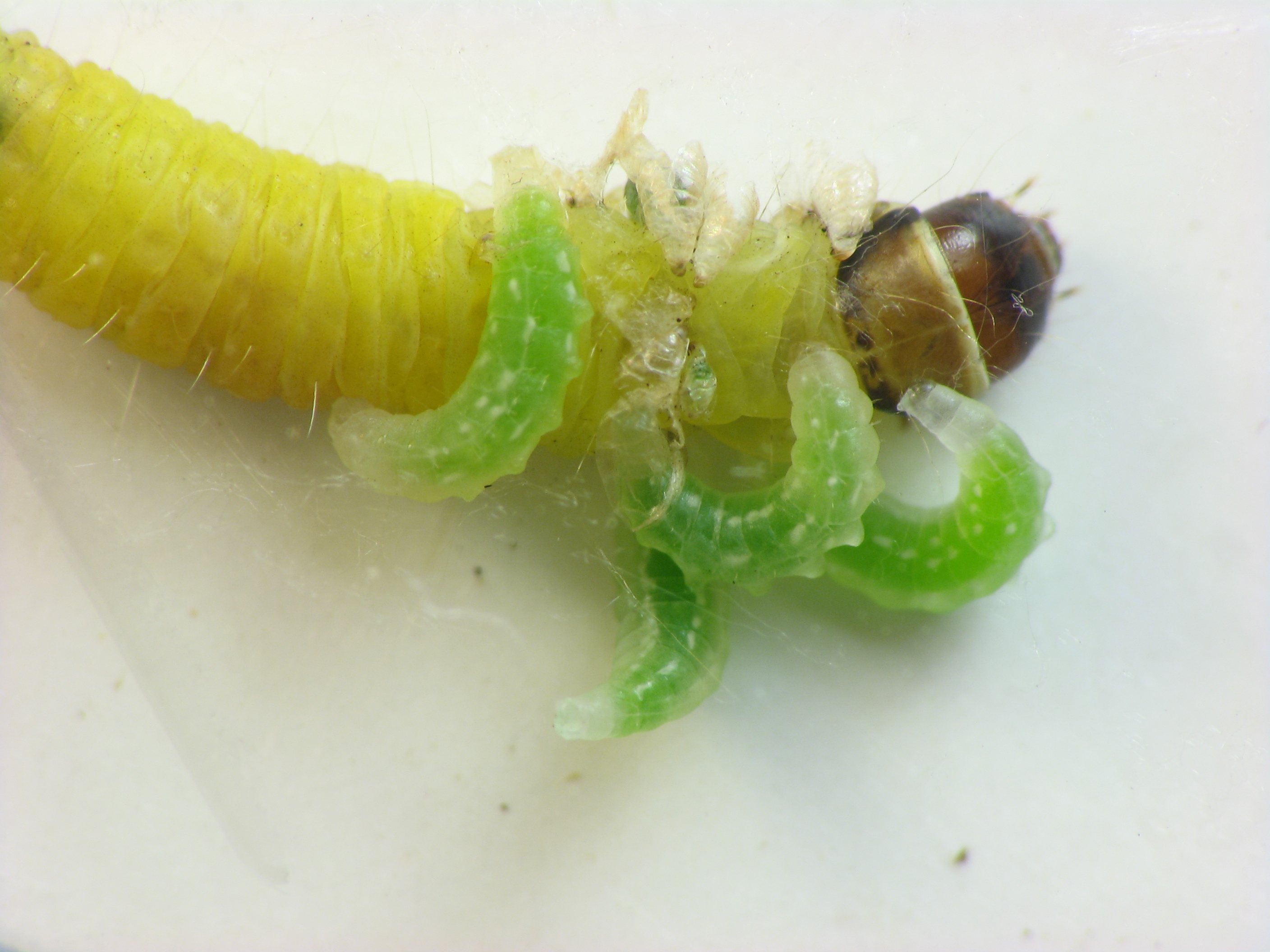
H. fontinalis, estadio tardío, alimentándose de una oruga

Hercus fontinalis es una especie de avispas de la familia Ichneumonidae. Se encuentra en los Estados Unidos y en Europa.

## Subespecies
Estas dos subespecies pertenecen a Hercus fontinalis:
- Hercus fontinalis flavens Townes & Gupta, 1992 c g
- Hercus fontinalis fontinalis g

Fuentes: i = ITIS, c = Catalogue of Life, g = GBIF, b = Bugguide.net